# Docteur Cottard
Pour les articles homonymes, voir Cottard.
Le docteur Cottard est un personnage d'À la recherche du temps perdu de Marcel Proust.
Médecin émérite comptant parmi les plus fidèles participants au cercle de Madame Verdurin (en particulier dans Un amour de Swann), il ne brille cependant pas particulièrement par son esprit en société.
Plusieurs personnes ont pu servir de modèle au personnage du docteur Cottard :
- Jules Cotard (1840-1889), neurologue et psychiatre français qui donna son nom au syndrome de Cotard ; il était lié avec le père de Proust, à la faculté de médecine de Paris.
- Eugène Doyen (1859-1916), chirurgien français avec qui Proust a voyagé ;
- le professeur Samuel Pozzi (1846-1918), célèbre médecin français surnommé « Docteur Dieu » par Sarah Bernhardt.

## Interprètes des adaptations cinématographiques
| Le docteur Cottard est interprété par : - Jean-François Balmer dans Un amour de Swann de Volker Schlöndorff (1984) - Philippe Morier-Genoud dans Le Temps retrouvé de Raoul Ruiz (1999) | Mme Léontine Cottard est interprétée par : - Nathalie Juvet dans Un amour de Swann de Volker Schlöndorff (1984) - Dominique Labourier dans Le Temps retrouvé de Raoul Ruiz (1999) |